# São Paulo Challenger 3 1991
Il São Paulo Challenger 3 1991 è stato un torneo di tennis facente parte della categoria ATP Challenger Series nell'ambito dell'ATP Challenger Series 1991. Il torneo si è giocato a San Paolo in Brasile dal 5 all'11 agosto 1991 su campi in cemento.

## Vincitori

### Singolare
Nicolás Pereira ha battuto in finale  Martin Stringari con il punteggio di 6–3, 6–2

### Doppio
Pablo Albano /  Luis Lobo hanno battuto in finale  Ricardo Camargo /  José Daher con il punteggio di 7–5, 7–6